# کرخینیا
کرخینیا که همچنین با عناوین میشان، خاراکس و خاراکس اسپاسینو (یونانی باستان: Σπασίνου Χάραξ)، اسکندریه (یونانی: Ἀλεξάνδρεια) یا انطاکیه در شوش (یونانی: Ἀντιόχεια τῆς Σουσιανῆς) نیز شناخته می‌شود، بندری باستانی در خلیج فارس و پایتخت پادشاهی میشان بود.